# Mare de Déu de Montserrat de Cal Riera
La Mare de Déu de Montserrat de Cal Riera és una església situada a la colònia tèxtil homònima de Puig-reig (Berguedà), inclosa a l'Inventari del Patrimoni Arquitectònic de Catalunya.

## Història i descripció
Construïda als anys 1950, és una petita església de caràcter historicista, neoromànica amb arcuacions cegues i porta d'arc de mig punt a ponent. Consta d'una sola nau i absis semicircular a la capçalera. El campanar és d'espadanya, a la façana principal, on també hi ha un petit rosetó damunt de la porta principal, d'arc de mig punt amb arquivolta i impostes. Les obertures, a les façanes laterals, són petites i formades per arcs de mig punt.

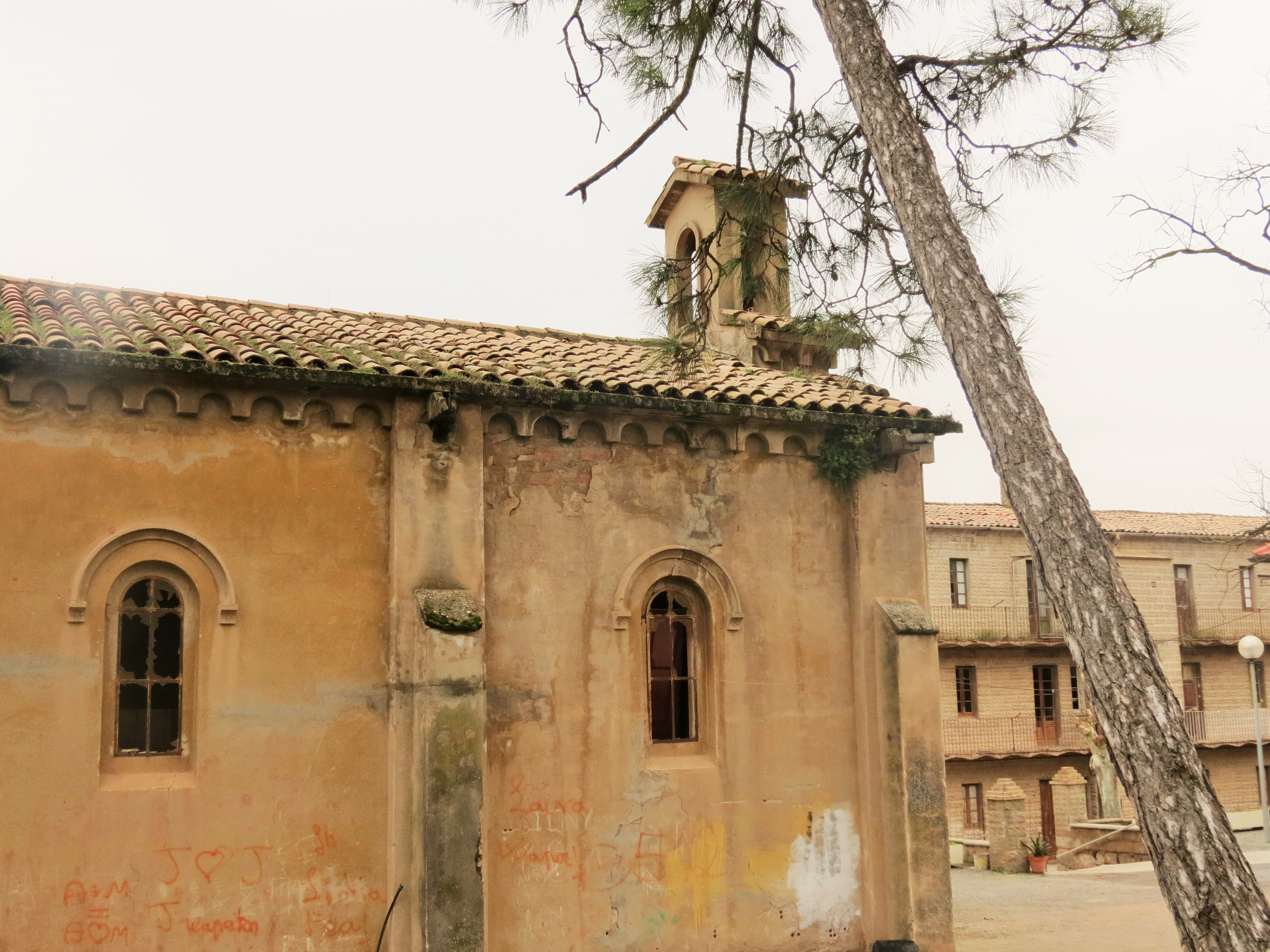
Façana lateral

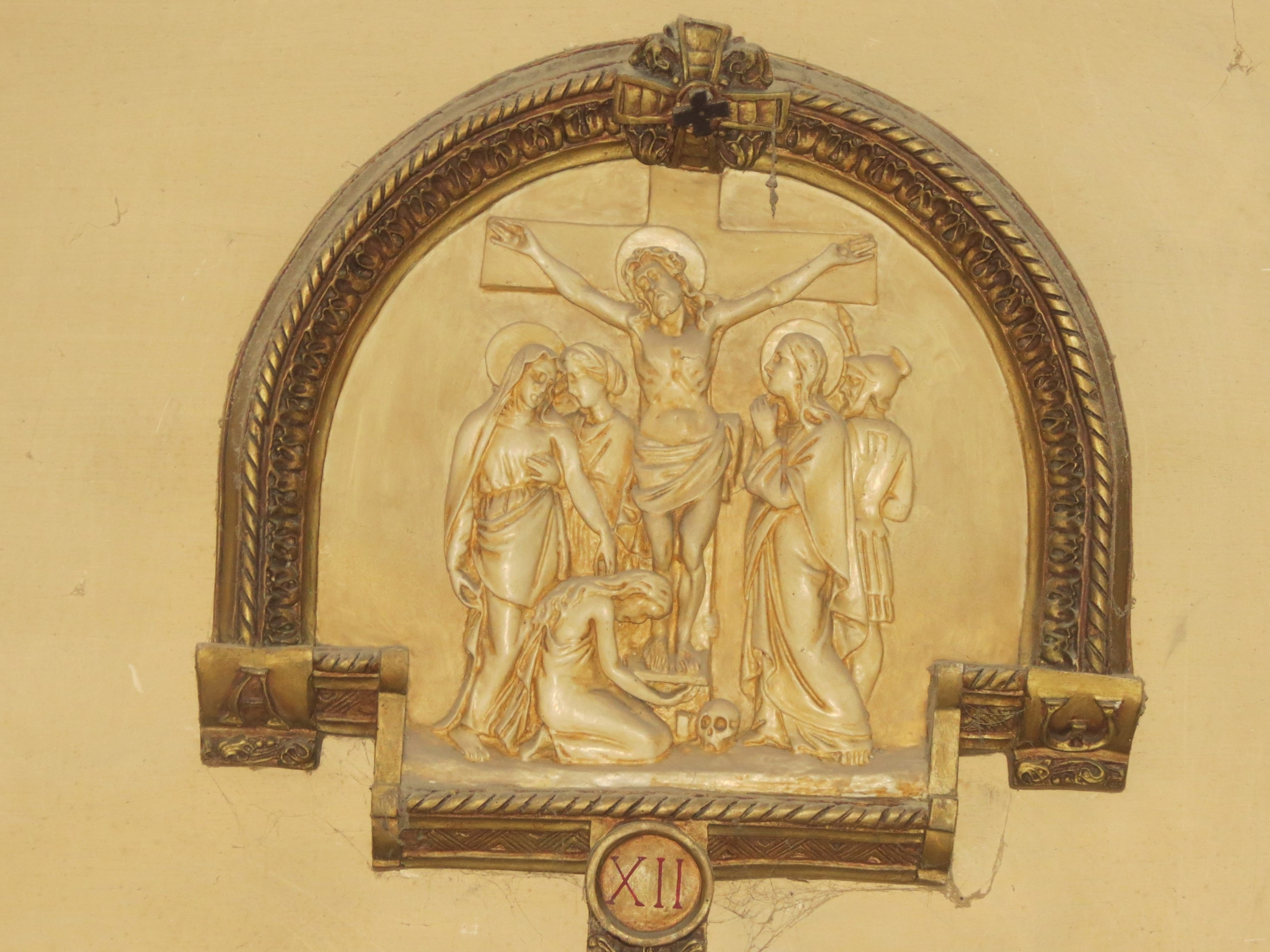